# Centro europeo di studi normanni
Il Centro Europeo di Studi Normanni (CESN) è un istituto di ricerca storico-medievale avente sede nella città di Ariano Irpino, già caposaldo della prima contea normanna in terra italiana (attestata fin dal 1022) e successivamente prescelta nel 1140 da re Ruggero II, detto il Normanno, per tenervi le celebri Assise.
Il CESN costituisce uno dei due istituti italiani di ricerca storica (l'altro è il Centro di studi normanno-svevi dell'Università degli studi di Bari) che si occupano specificatamente dell'antico popolo dei Normanni.

## Storia
Il CESN fu istituito nel corso del 1991 a opera di studiosi europei (italiani, inglesi e francesi, questi ultimi provenienti dall'Ufficio di studi normanni dell'università di Caen in Normandia), allo scopo di approfondire e divulgare le ricerche sullo sviluppo della civiltà normanna nell'Europa medievale.
A partire dal 1997 l'istituto ha acquisito una propria personalità giuridica quale ente morale, mentre dal 2002 è iscritto nell'Anagrafe nazionale delle ricerche.

## Attività
Nei primi 25 anni di attività (1991-2016) il CESN ha provveduto a pubblicare 38 testi storici e svariate edizioni di fonti, oltre che ad organizzare mostre e convegni internazionali in diverse città europee, occupandosi anche dell'attività formativa mediante seminari e corsi di studio. Ha sviluppato inoltre un motore di ricerca bibliografico focalizzato sulla storia e la civiltà normanna, nonché un censimento dei monumenti risalenti al periodo normanno nel Mezzogiorno d'Italia. A partire dal 2009 pubblica la rivista annuale ArNoS (Archivio Normanno Svevo) che fornisce ragguagli e aggiornamenti circa l'andamento degli studi e dei riferimenti bibliografici relativi al periodo medievale nell'Europa meridionale.

## Mostra
Nel 1994, in occasione dell'ottavo centenario dalla nascita di Federico II di Svevia, il CESN ha organizzato nel palazzo Venezia di Roma (con successiva replica nel palazzo Ducale di Venezia) una mostra dal titolo "I Normanni, popolo d'Europa", volta a promuovere e diffondere la conoscenza della cultura normanno-sveva presso il grande pubblico. All'inaugurazione della mostra ha preso parte, in forma privata, il presidente della Repubblica italiana Oscar Luigi Scalfaro.

## Biblioteca
La biblioteca, allestita nella sede del CESN, custodisce circa 4 000 testi storici medievali oltre a 75 antichi manoscritti (risalenti al periodo compreso tra il IX e il XVI secolo), un archivio digitale e un archivio di microfilm. Tra i manoscritti spiccano tre edizioni (pubblicate rispettivamente nel 1533, 1773 e 1786) del Liber augustalis di re Federico II di Svevia, mentre l'archivio digitalizzato raccoglie i manoscritti delle Assise di Ariano (emanate da re Ruggero II di Sicilia) e delle Costituzioni di Melfi di re Federico II. L'archivio di microfilm comprende infine una serie di fonti cronachistiche e letterarie di epoca compresa tra l'XI e il XIII secolo.

## Museo
Il CESN ha realizzato e gestisce il museo della civiltà normanna, collocato dal 2009 al 2023 in un'ala restaurata del castello normanno (all'interno della villa comunale di Ariano Irpino), e successivamente trasferito nel settecentesco palazzo Bevere-Gambacorta, ubicato nello stesso centro storico di Ariano Irpino.